# 帕利塞茲公園 (新澤西州)
帕利塞茲公園（英語：Palisades Park）是美國新澤西州伯根縣轄下的一座自治市鎮，位處伯根縣的東南部，屬於紐約都會區的衛星城市之一。帕利塞茲公園與李堡、利奧尼亞、里奇菲爾德和里奇菲爾德公園接壤，境內有哈肯薩克河流經，因其過去轄區內的帕利塞茲峭壁（現屬李堡管轄）而得名。根據2010年美國人口普查的調查資料，帕利塞茲公園的人口為19,622人，相較於2000年增加了2,549人。2017年的美國社區人口調查統計帕利塞茲公園的人口有20,716人。帕利塞茲公園自治市鎮於1899年3月22日根據新澤西州議會通過的法令與里奇菲爾德鄉分治，並於1909年4月因李堡自治市鎮的成立而縮小其轄下區域。

## 歷史

### 十六世紀前
在現今新泽西州、纽约州南部、宾夕法尼亚州東部及特拉华州北部的平原及丘陵區域，於公元前6000年之前即出現了使用東阿爾岡昆語的北美原住民萊納佩人（英語：Lenape，唸/ləˈnɑːpi/或/ˈlɛnəpi/），其中新澤西州北部一帶（大致為現今伯根縣、艾塞克斯縣、哈德遜縣、摩里斯縣、巴賽克縣、蘇塞克斯縣及聯合縣的範圍）活動的民族為萊納佩人的一支門西群（英語：Munsee，「石質鄉間的人們」之義）的勢力範圍，並稱呼現今帕利塞茲公園一帶為哈金薩克（英語：Haginsack，即為伯根縣縣治哈肯薩克（英語：Hackensack）名稱的由來）。

### 殖民地時期

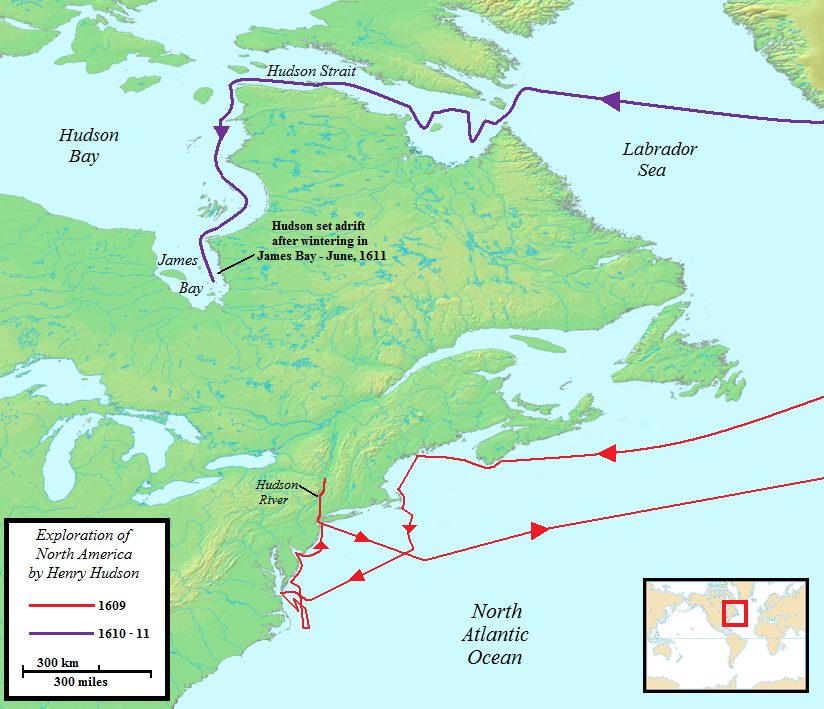
亨利·哈德遜1609年航行的路線（紅線）。

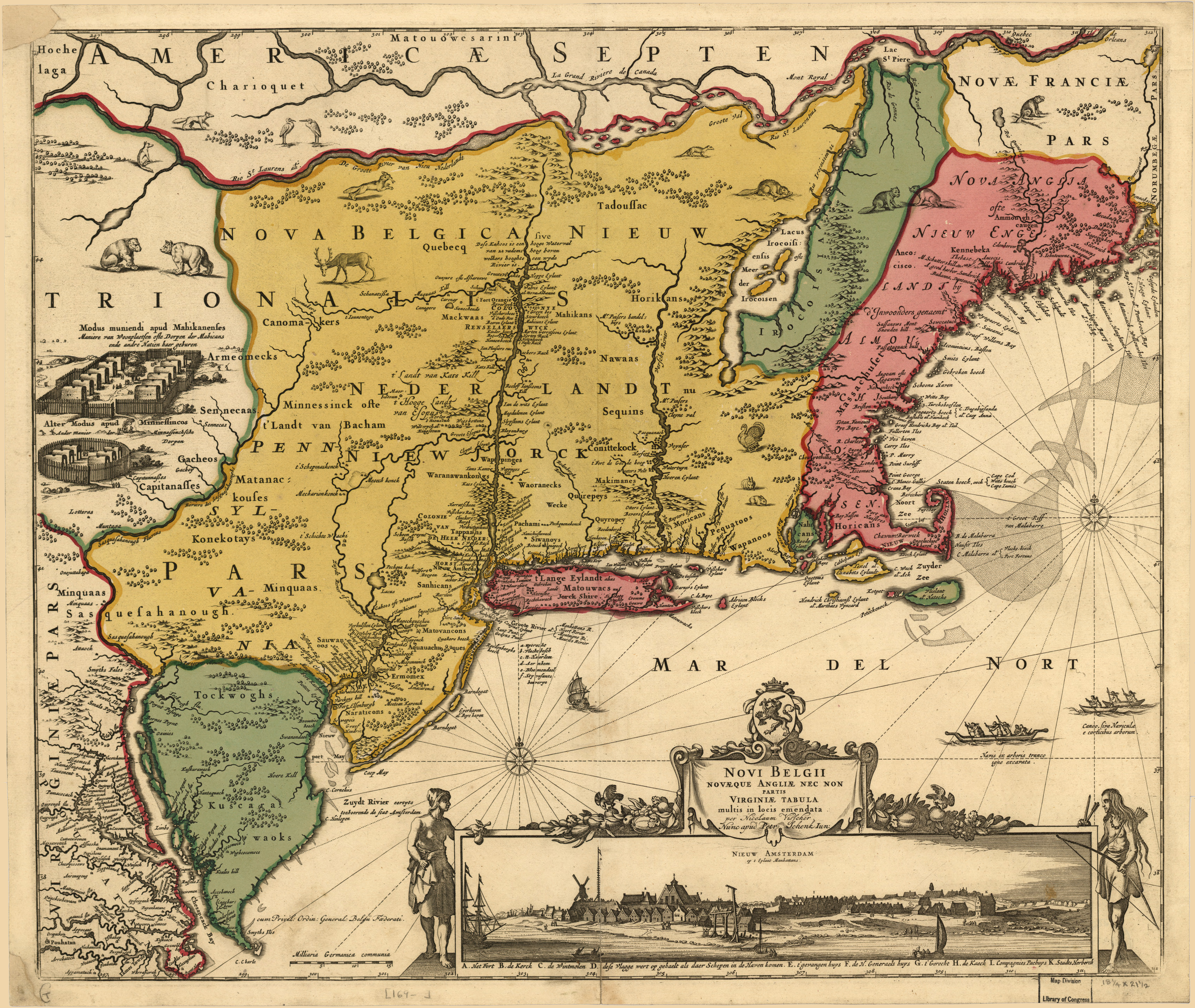
新尼德蘭地圖（1685年）。中央紅色島嶼為長島，其左側河川為哈德遜河；附近標有「t. Kocks Rack」處為今帕利塞茲公園。

1609年9月，受荷蘭東印度公司（當時西印度公司尚未成立）資助的亨利·哈德遜駕著半月號沿以其名命名的哈德遜河航行至現今李堡地區，並且聲稱包含帕利塞茲公園在內的區域屬於荷蘭的殖民地新尼德蘭的一部份。1674年，帕利塞茲公園隨著新尼德蘭政權轉移給大英帝國而被劃入東澤西省之下，並在1682年被劃入新成立的伯根縣。1693年，東澤西省立法機構將帕利塞茲公園劃進當時伯根縣的兩個行政區之一的哈肯薩克鄉（英語：Hackensack Township）（範圍為今日的伯根縣東部大部分地區），1702年，哈肯薩克鄉所屬的東澤西省與西澤西省合併為新澤西省，成為今日新澤西州的前身。直到美國獨立戰爭結束，哈肯薩克鄉的範圍幾乎沒有變動。

### 十九世紀至今
19世紀中葉，隨著新澤西州周遭大型城市如紐約、費城等城市的擴張及鐵路的修建，越來越多人選擇搬至地價相較城市低廉的鄉村並通勤至都市工作，導致緊鄰紐約的哈肯薩克鄉人口飛速成長，最終導致在1871年分割為3個區塊：由北而南分別為帕利塞茲鄉（英語：Palisades Township）、恩格爾伍德鄉（英語：Englewood Township）及帕利塞茲公園所在的里奇菲爾德鄉（英語：Ridgefield Township）。然而此區劃成立沒多久，就因持續成長的人口及1878年和1897年通過的兩部《自治市鎮法》而分崩離析，至1904年3月29日時，里奇菲爾德鄉已完全消失，取而代之的是1座城市、9座自治市鎮、1座村及2個鄉。1878年的《自治市鎮法》規定，凡是小於4平方英里（10平方）、人口低於5,000人的區域可進行公民投票決定是否脫離原先的行政單位獨自成為一個自治市鎮。帕利塞茲公園於1899年3月22日脫離里奇菲爾德鄉，正式成為自治市鎮。1909年4月，帕利塞茲公園的東北側部分區域被劃入李堡。

## 地理

### 位置
帕利塞茲公園位於哈肯薩克河支流歐弗佩克溪（英語：Overpeck Creek）東岸，位處紐華克盆地北側，為紐約都會圈的一部份。帕利塞茲公園的地理坐標範圍在北緯40°50'至40°51'、西經73°58'至74°00'之間，南北最大直線距離2.3公里，東西最大直線距離為3.4公里。帕利塞茲公園總面積3.304平方（1.276平方英里），其中陸地面積3.241平方（1.251平方英里），水域面積0.064平方（0.025平方英里）。帕利塞茲公園位於伯根縣東南部，東臨李堡，西接里奇菲爾德公園，北面及南側分別和利奧尼亞及里奇菲爾德接壤。

### 地形
帕利塞茲公園位於紐華克盆地北側，全境地勢平坦，東部受帕利塞茲峭壁地形抬升影響而略高，向西部逐漸降低。位於東部的帕利塞茲峭壁呈南北走向，為哈德遜河濱地區的地形主體，亦為帕利塞茲公園的地理最高點（海拔91公尺）。帕利塞茲公園屬於哈肯薩克河流域，自治市鎮西側有歐弗佩克溪流經，沿岸有大片濕地，為新澤西濕地的一部分。

### 地質

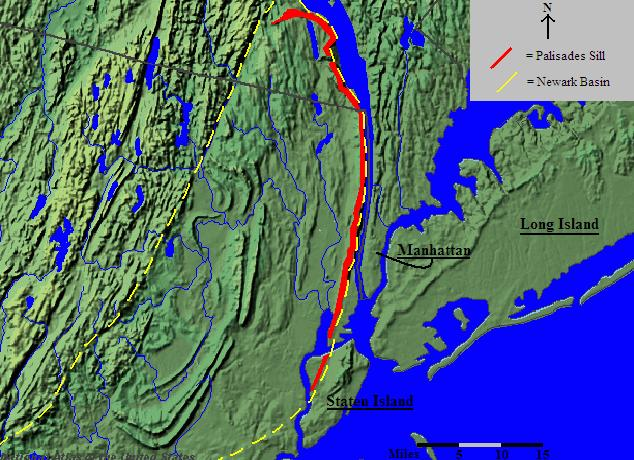
帕利塞茲岩床和紐華克盆地的相對位置圖。表示帕利塞茲岩床的位置，表示紐華克盆地的範圍。

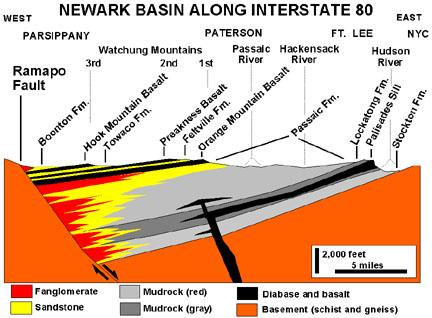
紐華克盆地的切面。

帕利塞茲公園所屬的紐華克盆地為一沉積物充填地塹，形成於三疊紀中後期（2.2億年前），隨著盤古大陸的張裂形成。盆地靠近地表處主要由含有大量氧化鐵的砂岩、粉砂岩及頁岩的紅色岩層構成，深處則為早期火山運動的產物輝綠岩侵入地層。帕利塞茲公園東側的帕利塞茲峭壁主要由輝綠岩和橄欖岩構成，與紐華克盆地同時形成，因拉馬波斷層運動導致地層向內陸傾斜下滑，被稱為帕利塞茲岩床（英語：Palisades Sill）的火成岩地層露出地表，即為帕利塞茲峭壁。

### 氣候
帕利塞茲公園位於北緯40度，受地勢及西風影響，呈現柯本氣候分類法中的溫帶大陸性濕潤氣候。帕利塞茲公園氣候溫和，年均溫攝氏11度，平均高溫和低溫分別為16.5度和7度。帕利塞茲公園四季分明，3月左右進入春季，6月進入夏季，9至10月進入秋季，12月進入冬季。冬季由於其濱海位置、較低的高度及伯根縣北側的瓦章山脈、阿帕拉契山脈阻擋北美高壓攜帶的冷空氣，包括帕利塞茲公園在內的伯根縣東南部地區較無山脈屏障的同緯度地區溫和。
| 帕利塞茲公園（1946年－2019年）                             | 帕利塞茲公園（1946年－2019年） | 帕利塞茲公園（1946年－2019年） | 帕利塞茲公園（1946年－2019年） | 帕利塞茲公園（1946年－2019年） | 帕利塞茲公園（1946年－2019年） | 帕利塞茲公園（1946年－2019年） | 帕利塞茲公園（1946年－2019年） | 帕利塞茲公園（1946年－2019年） | 帕利塞茲公園（1946年－2019年） | 帕利塞茲公園（1946年－2019年） | 帕利塞茲公園（1946年－2019年） | 帕利塞茲公園（1946年－2019年） | 帕利塞茲公園（1946年－2019年） |
| 月份                                                       | 1月                            | 2月                            | 3月                            | 4月                            | 5月                            | 6月                            | 7月                            | 8月                            | 9月                            | 10月                           | 11月                           | 12月                           | 全年                           |
| ---------------------------------------------------------- | ------------------------------ | ------------------------------ | ------------------------------ | ------------------------------ | ------------------------------ | ------------------------------ | ------------------------------ | ------------------------------ | ------------------------------ | ------------------------------ | ------------------------------ | ------------------------------ | ------------------------------ |
| 平均高温 °C（°F）                                          | 2.8 (37.0)                     | 4.2 (39.6)                     | 9.2 (48.6)                     | 15.6 (60.1)                    | 21.7 (71.1)                    | 26.6 (79.9)                    | 29.4 (84.9)                    | 28.3 (82.9)                    | 24.2 (75.6)                    | 18.1 (64.6)                    | 11.9 (53.4)                    | 5.4 (41.7)                     | 16.5 (61.7)                    |
| 日均气温 °C（°F）                                          | −1.1 (30.0)                    | 0 (32)                         | 4.7 (40.5)                     | 10.4 (50.7)                    | 16.2 (61.2)                    | 21.3 (70.3)                    | 24.3 (75.7)                    | 23.3 (73.9)                    | 19.2 (66.6)                    | 13 (55)                        | 7.7 (45.9)                     | 1.7 (35.1)                     | 11.7 (53.1)                    |
| 平均低温 °C（°F）                                          | −5 (23)                        | −4.2 (24.4)                    | 0.2 (32.4)                     | 5.3 (41.5)                     | 10.8 (51.4)                    | 16.1 (61.0)                    | 19.2 (66.6)                    | 18.4 (65.1)                    | 14.2 (57.6)                    | 8 (46)                         | 3.5 (38.3)                     | −2 (28)                        | 7 (45)                         |
| 平均降雨量 mm（）                                          | 84 (3.3)                       | 78 (3.1)                       | 99 (3.9)                       | 102 (4.0)                      | 108 (4.3)                      | 92 (3.6)                       | 106 (4.2)                      | 103 (4.1)                      | 99 (3.9)                       | 87 (3.4)                       | 106 (4.2)                      | 95 (3.7)                       | 1,159 (45.6)                   |
| 平均降雪量 mm（）                                          | 223.7 (8.81)                   | 152.3 (6.00)                   | 117 (4.6)                      | 26 (1.0)                       | 0 (0)                          | 0 (0)                          | 0 (0)                          | 0 (0)                          | 0 (0)                          | 0 (0)                          | 20.6 (0.81)                    | 100.6 (3.96)                   | 640.2 (25.20)                  |
| 平均降水天数（≥ 0.1 mm）                                   | 11.4                           | 10.8                           | 12                             | 12.4                           | 13                             | 12.2                           | 11.6                           | 10.6                           | 9.4                            | 8.8                            | 10                             | 11.2                           | 133.4                          |
| 月均日照時數                                               | 204.5                          | 206.6                          | 282                            | 300                            | 359.5                          | 360                            | 375                            | 344                            | 285                            | 251                            | 210                            | 204.5                          | 3,382.1                        |
| 来源：國家海洋及大氣管理局、Climate-Data.org、Meteoblue 1. |                                |                                |                                |                                |                                |                                |                                |                                |                                |                                |                                |                                |                                |

## 人口
| 调查年                                                                               | 人口   | 备注                 | %±     |
| ------------------------------------------------------------------------------------ | ------ | -------------------- | ------ |
| 1900                                                                                 | 644    |                      | —      |
| 1910                                                                                 | 1,411  |                      | 119.1% |
| 1920                                                                                 | 2,633  |                      | 86.6%  |
| 1930                                                                                 | 7,065  |                      | 168.3% |
| 1940                                                                                 | 8,141  |                      | 15.2%  |
| 1950                                                                                 | 9,635  |                      | 18.4%  |
| 1960                                                                                 | 11,943 |                      | 24.0%  |
| 1970                                                                                 | 13,351 |                      | 11.8%  |
| 1980                                                                                 | 13,732 |                      | 2.9%   |
| 1990                                                                                 | 14,536 |                      | 5.9%   |
| 2000                                                                                 | 17,073 |                      | 17.5%  |
| 2010                                                                                 | 19,622 |                      | 14.9%  |
| 2018年估计                                                                           | 20,820 | [ 10 ] [ 50 ] [ 11 ] | 6.1%   |
| 人口數據來源： 1900年–1920年 1900年–1910年 1910年–1930年 1900年–2010年 2000年 2010年 |        |                      |        |

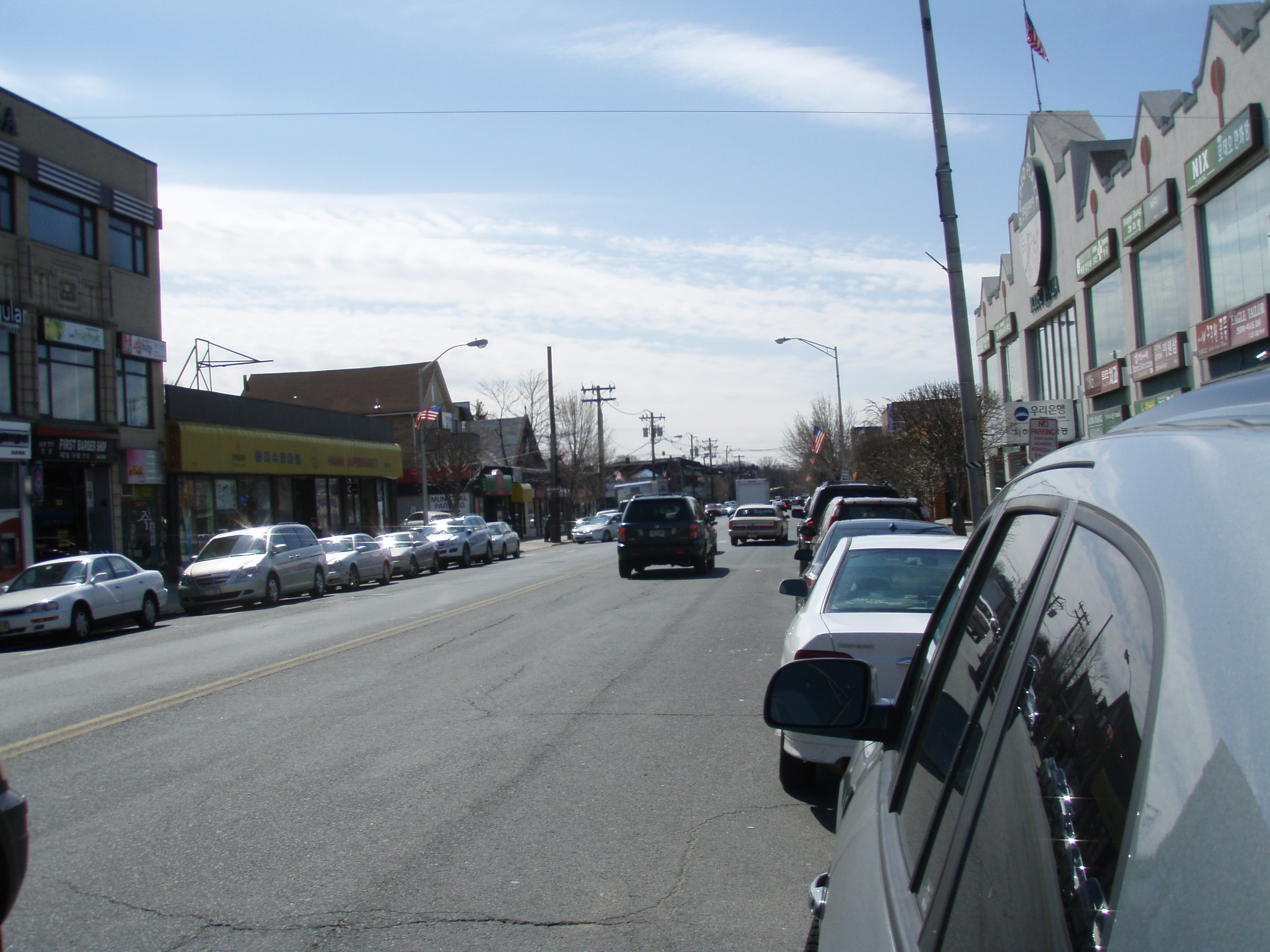
布洛德大道（Broad Avenue）為帕利塞茲公園的主要幹道，同時也為韓國城 (帕利塞茲公園)（팰리세이즈 파크 코리아타운）的所在地。照片中兩側之招牌以英語及諺文書寫。

根據2010年人口調查的調查結果，帕利塞茲公園人口數為19,622人、6,934戶，共有7,362個住宅單元。自治市鎮內種族比例為：亞裔：57.84%（11,350人）；白人：28.90%（5,670人）；黑人：1.96%（385人）；北美原住民：0.31%（60人）；大洋洲原住民：0.05%（10人）及其他種族：9.00%（1,765人）。其中不論種族的拉丁裔占帕利塞茲公園整體人口的18.22%（3,575人）。自治市鎮內年齡分布為：17歲以下（含）：16.5%、18～24歲：8.5%、25～34歲：37.9%、45～64歲：25.6%、65歲以上（含）：11.4%，整體年齡中位數為37.0歲。自治市鎮內第三性別比為99.7（即自治市鎮內每100位女性對應99.7位男性）。此外，當地的同性婚姻家庭數自2000年的37戶成長至2010年的41戶。
在2010年人口調查的調查中，有51.5%（10,115人）的帕利塞茲公園居民表示擁有韓裔血統，為全美在所有三級行政區劃中韓裔人口比例最高的區域。位於布洛德大道上的韓國城為當地韓裔人口集中地。根據2017年人口調查局公布之調查數據，超過半數的帕利塞茲公園居民在家中使用韓語溝通交談。以下為根據全美韓裔人口在當地比例所排序出的排名（根據2010年統計資料）：
| 排名 | 鄉鎮市名              | 縣市名 | 州名     | 韓裔人口百分比 |
| ---- | --------------------- | ------ | -------- | -------------- |
| 1    | 帕利塞茲公園 自治市鎮 | 伯根縣 | 新澤西州 | 51.5%          |
| 2    | 利奧尼亞 自治市鎮     | 伯根縣 | 新澤西州 | 26.5%          |
| 3    | 里奇菲爾德 自治市鎮   | 伯根縣 | 新澤西州 | 25.7%          |
| 4    | 李堡 自治市鎮         | 伯根縣 | 新澤西州 | 23.5%          |
| 5    | 克洛斯特 自治市鎮     | 伯根縣 | 新澤西州 | 21.2%          |
| 6    | 恩格爾伍德崖 自治市鎮 | 伯根縣 | 新澤西州 | 20.3%          |
| 7    | 諾伍德 自治市鎮       | 伯根縣 | 新澤西州 | 20.1%          |
| 8    | 水邊 自治市鎮         | 伯根縣 | 新澤西州 | 19.6%          |
| 9    | 克瑞斯基爾 自治市鎮   | 伯根縣 | 新澤西州 | 17.8%          |
| 10   | 迪馬雷斯特 自治市鎮   | 伯根縣 | 新澤西州 | 17.3%          |

根據2006年－2010年由人口調查局舉辦的美國社區人口調查顯示，自治市鎮內家庭薪資中位數為55,202美元（誤差值±7,300美元），其中男性平均薪資為43,419美元（誤差值±8,170美元），女性平均薪資為46,014美元（誤差值±6,780美元），人均收入為30,666美元（誤差值±2,900美元）。（以上皆以2010年經物價調整的美元計算）自治市鎮內約有14.4%的人口處於貧窮線以下，其中0～18歲的人口占18.6%，65歲以上的人口占15.2%。

## 政治
帕利塞茲公園自治市鎮政府為帕利塞茲公園的最高地方行政主管機關，受新澤西州政府管轄。帕利塞茲公園自治市鎮政府現時的市長為民主黨的克里斯多福·忠（英語：Christopher J. Chung），任期至2022年12月31日止。
帕利塞茲公園自治市鎮議會為帕利塞茲公園的最高地方立法主管機關，由六名民意代表組成。現時自治市鎮議會的成員皆屬民主黨，包括亨利·魯（英語：Henry Ruh，任期至2019年11月）、辛蒂·裴瑞拉（英語：Cyndy Pirrera，任期至2020年11月）、法蘭克·多諾（英語：Frank Donohue，任期至2020年11月）、鐘充里（英語：Jong Chul Lee，任期至2021年11月）、金保羅（英語：Paul Kim，任期至2021年11月）。（剩餘一位為現任市長）
帕利塞茲公園的市長由選民直接選舉產生，任期4年。現時的市長克里斯多福贏得2018年的選舉，成為伯根縣首位、新澤西州第二位韓裔美國人市長。帕利塞茲公園自治市鎮議會採大區選舉制，每年11月進行2個席次的選舉，委員們交錯任職3年。帕利塞茲公園政府為議會-經理制政府，採用弱市長體制，即市長的實際權力僅限於自治市鎮議會提案平票時可對提案行使否決權。
2018年6月6日，在民主黨帕利塞茲公園市長初選兩天後，克里斯多福·忠以些微差距打敗時任市長詹姆斯·羅通多（英語：James Rotundo），詹姆斯·羅通多的母親洛璉·羅通多（英語：Lorraine Rotundo）在Facebook上發表種族主義言論引發爭議。詹姆斯·羅通多於6月7日表示替母親道歉，並表示對此言論反感。

### 選舉

#### 總統選舉
在2012年美國總統選舉中，帕利塞茲公園的投票率為53.5％，民主黨候選人巴拉克·歐巴馬獲得2,487票（自治市鎮內得票率為67.1％），領先共和黨候選人米特·羅姆尼的1,147票（自治市鎮內得票率為31.0％）及其他候選人的39票（自治市鎮內得票率為1.1％）。在2008年美國總統選舉中，帕利塞茲公園的投票率為65.3％，民主黨候選人巴拉克·歐巴馬獲得2,646票（自治市鎮內得票率為58.7％），領先共和黨候選人約翰·馬侃的1,746票（自治市鎮內得票率為38.7％）及其他候選人的46票（自治市鎮內得票率為1.0％）。在2004年美國總統選舉中，帕利塞茲公園的投票率為64.3％，民主黨候選人約翰·凱瑞獲得2,650票（自治市鎮內得票率為58.6％），領先共和黨候選人喬治·沃克·布希的1,830票（自治市鎮內得票率為40.4％）及其他候選人的22票（自治市鎮內得票率為0.5％）。
喬恩·科爾津==== 州長選舉 ====
在2013年新澤西州州長選舉中，帕利塞茲公園的投票率為29.0％，共和黨候選人克里斯·克里斯蒂獲得919票（自治市鎮內得票率為50.6％），領先民主黨候選人芭芭拉·布奧諾的864票（自治市鎮內得票率為47.6％）及其他候選人的33票（自治市鎮內得票率為1.8％）。在2009年新澤西州州長選舉中，帕利塞茲公園的投票率為38.5％，民主黨候選人喬恩·科爾津獲得1,498票（自治市鎮內得票率為58.1％），領先共和黨候選人克里斯·克里斯蒂的913票（自治市鎮內得票率為35.4％）及其他候選人的105票（自治市鎮內得票率為3.9％）。

#### 聯邦、州及縣民意代表
帕利塞茲公園位於新澤西州第9國會選區及新澤西州第37議會選區，得選舉出2位聯邦參議員（複數選區）、1位聯邦眾議員（單一選區）、1位州參議員（單一選區）及2位州眾議員（單一選區）。根據2010年人口調查數據，截至2011年3月23日，帕利塞茲公園有6,410位已登記選民，占全自治市鎮人口的32.7%。已登記選民中的1,839人擁有民主黨黨籍，占全部的28.7%；1,128人擁有共和黨黨籍，占全部的17.6%；剩餘的3,443人則未擁有任何黨籍。
現時的第116屆美國國會，新澤西州第9國會選區的眾議員由民主黨的比爾·帕斯克雷爾擔任。新澤西州的參議員則由民主黨的柯瑞·布克（任期至2021年）和羅伯特·曼南德茲（任期至2025年）擔任。
現時的第218屆新澤西州議會，新澤西州第37議會選區的參議員由民主黨的羅莉塔·溫堡擔任，眾議員則由民主黨的薇樂莉·赫特爾和高登·約翰遜擔任。
伯根縣政府由直接選舉出的縣長及縣政委員會（英語：Board of Chosen Freeholders）組成，分別代表行政權及立法權。縣政委員會由7名縣政委員組成，每年釋出2至3個席次以大區選舉制進行選舉，縣政委員彼此交錯任職。縣政委員會於每年1月選舉出主席、副主席及臨時主席各1位。截至2019年，伯根縣縣長為民主黨的詹姆斯·J·泰德斯科三世（任期至2021年12月31日），縣政委員會的委員有：
| 姓名                                      | 政黨   | 備註                               |
| ----------------------------------------- | ------ | ---------------------------------- |
| 小湯姆士·J·蘇利文／Thomas J. Sullivan Jr. | 民主党 | 縣政委員會主席，任期至2019年。     |
| 潔曼·M·歐提茲／Germaine M. Ortiz          | 民主党 | 縣政委員會副主席，任期至2019年。   |
| 瑪莉·J·阿莫洛索／Mary J. Amoroso          | 民主党 | 縣政委員會臨時主席，任期至2019年。 |
| 大衛·L·岡茲／David L. Ganz                | 民主党 | 任期至2020年。                     |
| 瓊·福斯／Joan Voss                        | 民主党 | 任期至2020年。                     |
| 史帝夫·特內里／Steve Tanelli              | 民主党 | 任期至2021年。                     |
| 翠西·西爾那·蘇爾／Tracy Silna Zur         | 民主党 | 任期至2021年。                     |

### 行政區劃
帕利塞茲公園之下並無管轄更小的區劃，但與里奇菲爾德共同下轄由美國地質調查局指定的人口稠密點（英語：Populated Place）摩斯米爾。

## 教育
帕利塞茲公園轄下一座與其同名的學區：帕利塞茲公園公立學區。帕利塞茲公園公立學區為當地適齡居民提供學前教育、初等教育及中等教育，包括查爾斯·R·史密斯博士早期兒童教育中心（英語：Dr. Charles R. Smith Early Childhood Center，364位學生）、林地堡小學（英語：Lindbergh Elementary School，710位學生）和帕利塞茲公園中學（英語：Palisades Park High School，529位學生）。截至2014－2015學年，學區內三所學校的學生數達1,666名，教師有144.7名（以全時約當數計算），師生比約為1：11.5。來自帕利塞茲公園及其他所有伯根縣公立學校的學生亦可跨區參加由伯根縣技術學校承辦的中等技術教育課程，包括位於縣治哈肯薩克的伯根縣學院或伯根縣技術學校的各校區。

## 交通

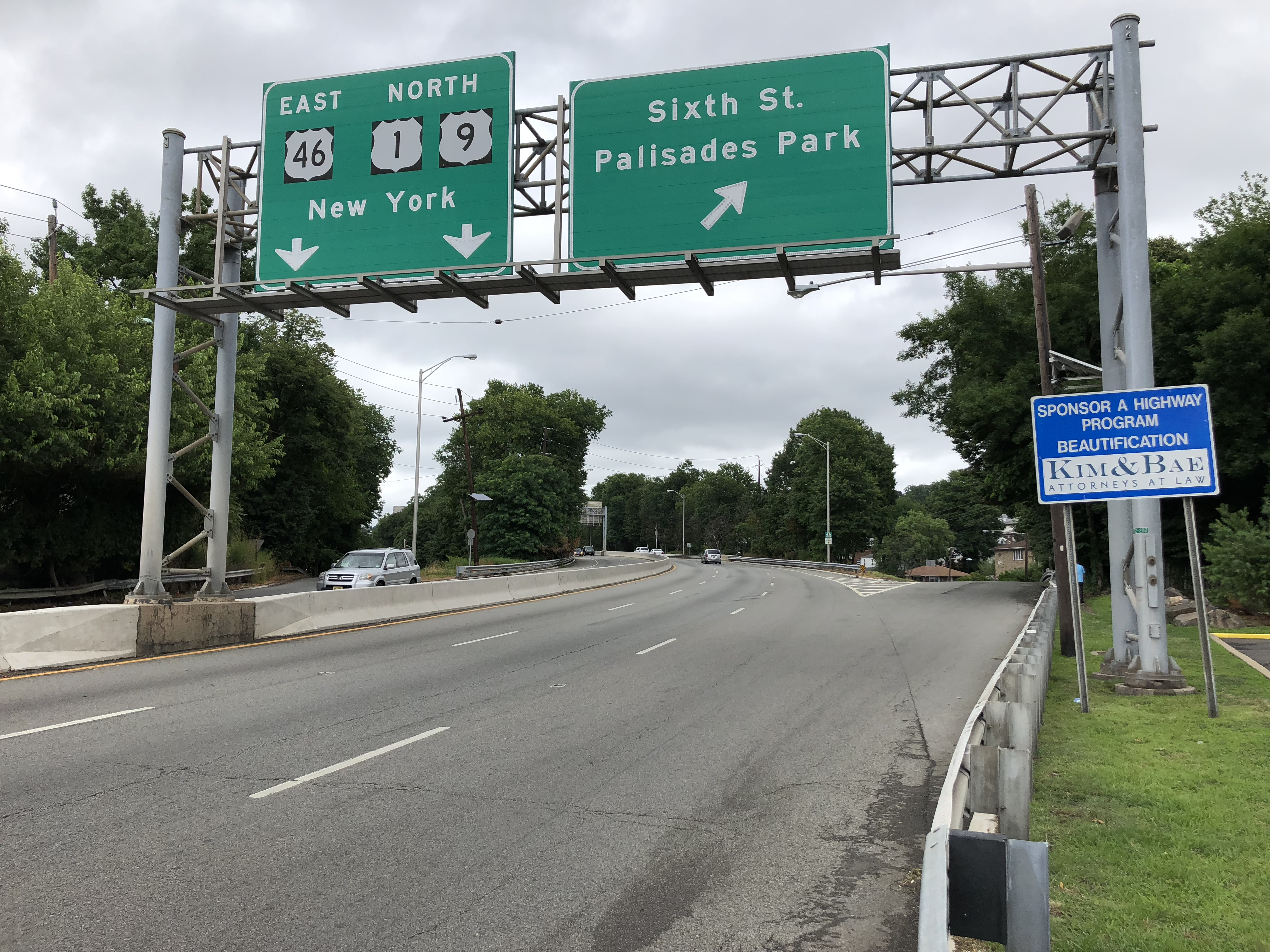
帕利塞茲公園境內的1/9號美國國道及46號國道並行路段為紐約州公園大道系統的延伸，通過喬治·華盛頓大橋連接紐約市和新澤西州。

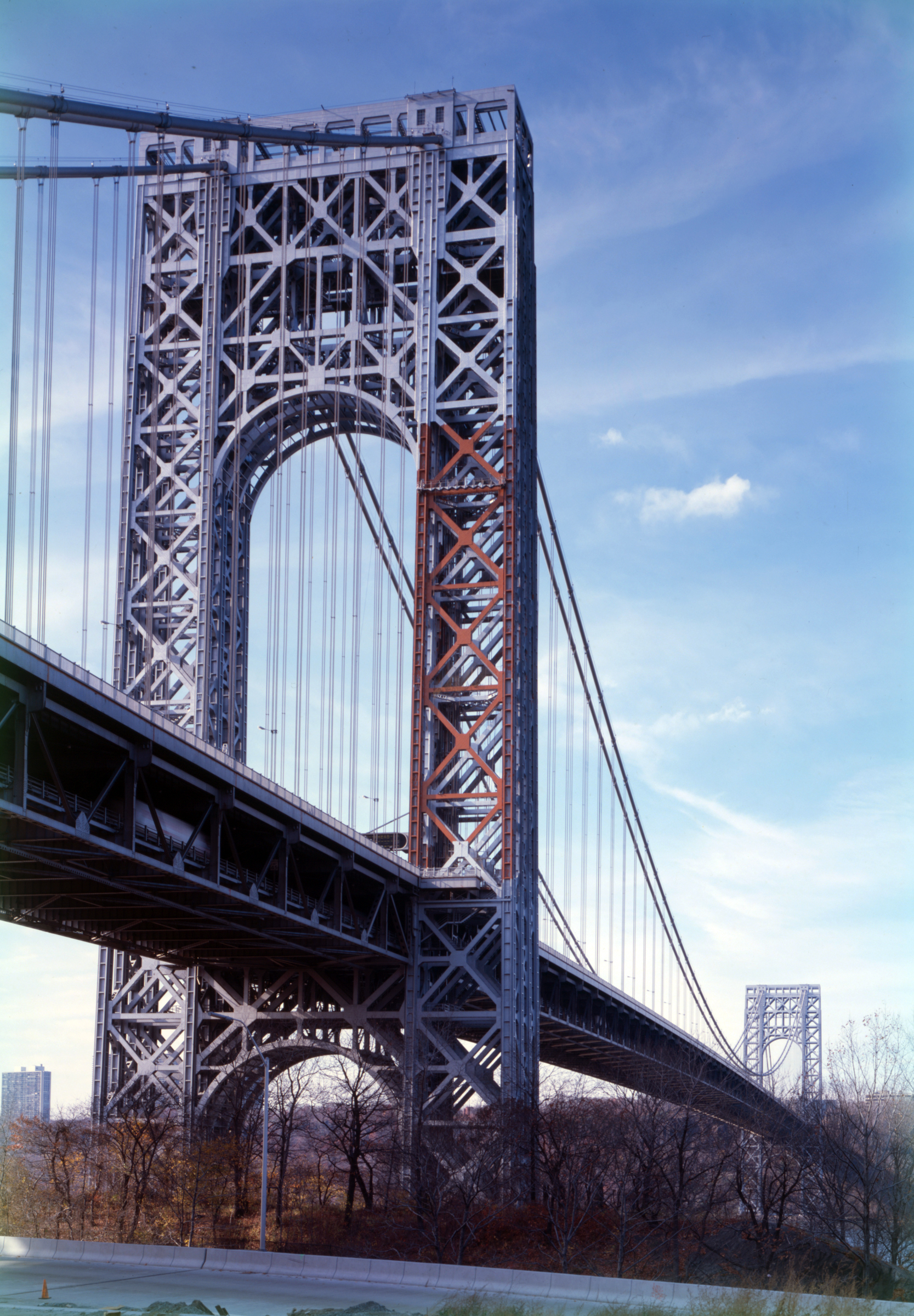
位於鄰近的李堡的喬治·華盛頓大橋為世界上最繁忙的橋梁之一，連接新澤西州和紐約市，從帕利塞茲公園出發可經由1/9號國道和46號國道到達。

截至2010年5月，帕利塞茲公園境內擁有總長28.00英里（45.06）的道路，其中有22.80英里（36.69）由帕利塞茲公園管理、1.01英里（1.63）由伯根縣政府管理，及4.19英里（6.74）由新澤西州交通部管理。帕利塞茲公園境內有部分道路被編入國道系統、州道系統及縣道系統中：
國道
- 1/9號國道（英语：U.S. Route 1/9）（即  1號國道和  9號國道的共線路段）：路線以東北－西南方向穿越帕利塞茲公園，連接李堡及里奇菲爾德。[113]
- 46號國道：路線以東北－西南方向穿越帕利塞茲公園，與1/9號國道路線重疊。[114]

州道
- 5號州道（英语：New Jersey Route 5）：路線以西北－東南方向經過帕利塞茲公園南部，呈現倒U型。[115]
- 63號州道（英语：New Jersey Route 63）：又名伯根大道（英語：Bergen Boulevard），路線以南北向貫穿帕利塞茲公園東側。[116]
- 93號州道（英语：New Jersey Route 93）：又名格蘭德大道，路線以南北向貫穿帕利塞茲公園西側。[117]

縣道
- 501號縣道（英语：County Route 501 (New Jersey)）：路線以西北－東南向穿越帕利塞茲公園，先與93號州道並行至中央大道（英語：Central Avenue）路口轉向往東行至與伯根大道交匯路口轉與63號州道並行往南行。[118]

位於鄰近區域的喬治·華盛頓大橋為世界上最繁忙的橋梁之一，為伯根縣及鄰近縣份提供較省時的往返紐約市的路線。
帕利塞茲公園內的公共運輸服務由紐澤西交通和羅克蘭客車提供。紐澤西交通經營前往位於曼哈頓中城的紐新航港局客運總站及澤西市的公車路線，包括127路、154路、155路、157路、166路、168路（以上前往曼哈頓中城）、83路（以上前往澤西市）、751路和755路（以上服務伯根地區）。羅克蘭客車經營前往紐新航港局客運總站和位於華盛頓高地的喬治·華盛頓客運總站的路線，包括11T路（含11AT路）、14ET路、20路（含20T路）、21T路（以上前往曼哈頓中城）和14K路（以上前往華盛頓高地）。帕利塞茲公園內雖有由CSX運輸營運的伊利鐵路支線北支線經過並設有帕利塞茲公園車站，但自1966年後停止客運業務，目前僅辦理貨運業務。計畫中的哈德遜-伯根輕軌北延段路線預計使用北支線的軌道向北延伸至恩格爾伍德市，將途經帕利塞茲公園並設一站。2017年3月，聯邦公共交通管理局批准了其環境影響評估報告；哈德遜-伯根輕軌的營運商紐澤西交通表示輕軌北延段最快將在2029年完工。

## 名人
以下為出生於帕利塞茲公園或與帕利塞茲公園相關的著名人士：
- 約翰·J·迪克森（英语：John J. Dickerson）（1900年－1966年）：出生於紐約曼哈頓，曾任帕利塞茲公園市長（1939年－1952年）、新澤西州財政部長及新澤西州共和黨委員會主席。[129]
- 芭芭拉·麥克林（英语：Barbara McLean）（1903年－1996年）：出生於帕利塞茲公園，為電影剪輯師，於1944年以《威爾遜總統傳（英语：Wilson (1944 film)）》獲得奧斯卡最佳影片剪輯獎（同時入圍此獎項7次）。[130]
- 芭芭拉·班尼特（英语：Barbara Bennett）（1906年－1958年）：出生於帕利塞茲公園，為舞台劇演員、電影演員及舞蹈家。[131]
- 威廉·J·多爾根（英语：William J. Dorgan）（1921年－2003年）：出生於摩崖公園（英语：Cliffside Park, New Jersey），曾任帕利塞茲公園市長（1960年－1967年）、伯根縣縣政委員會（英语：Board of chosen freeholders）成員兼新澤西州眾議院眾議員。[132][133]
- V·H·維格利爾莫（英语：V. H. Viglielmo）（1926年－2016年）：出生於帕利塞茲公園，為學者和翻譯家，主要研究日本文學及哲學。[134]